# 肥前龍王站
肥前龍王站（日语：／ Hizen-Ryūō eki */?）是位於佐賀縣杵島郡白石町，九州旅客鐵道（JR九州）的長崎本線車站。車站名稱取自合併前的龍王村。

## 車站構造
車站是一座地面車站，設有2面2線的相對式月台。兩月台之間設有跨線橋連接。月台為了可讓817系電動列車使用，月台其中2卡車廂的高度提高了，使上落車廂時沒有梯級差。下行線為通過線，同時上行線為一線通過構造。車站大樓位於下行線側，在不用待避特急列車或普通列車不用列車時停靠下行線，以方便乘客不用使用跨線橋。

### 月台
| 月台 | 路線      | 上下行 | 方向                                       | 備註                            |
| ---- | --------- | ------ | ------------------------------------------ | ------------------------------- |
| 1、2 | ■長崎本線 | 上行   | 江北、鳥栖、門司港方向                     | 主要列車均停在1號月台（站房側） |
| 1、2 | ■長崎本線 | 下行   | 肥前鹿島、肥前濱、肥前大浦、諫早、長崎方向 | 主要列車均停在1號月台（站房側） |

## 歷史
- 1930年：

- 3月9日：鐵道省有明線 肥前山口站至此站之間開通，此站啟用。為了區別龍王站，因此冠上肥前兩字。
- 11月30日：鐵道省有明線 此站至肥前濱站之間開通。

- 1934年：

- 3月24日：有明線改名為有明東線。
- 12月1日：有明東線編入長崎本線。

- 1972年2月10日：降為為無人車站。
- 1987年4月1日：隨國鐵分割民營化，車站由九州旅客鐵道（JR九州）營運[1]。
- 2015年5月22日：此站1號月台發生2列列車位處於同一月台上[2][3]。兩列列車沒有相撞或出軌，因此沒有死傷者，但由於該事故事關重大，便派遣了2名調査官調查事件。

## 使用狀況
以下為每年度本站1日平均乘車人次。
2016年起，本站因平均使用人數未達至首300名而未有實數，不過又因每日使用人數超過100人，因而在列表後的附錄頁中表列。
| 乘車人次變化 | 乘車人次變化 |
| 年度         | 1日平均人次  |
| ------------ | ------------ |
| 2000         | 137          |
| 2001         | 135          |
| 2002         | 163          |
| 2003         | 166          |
| 2004         | 161          |
| 2005         | 149          |
| 2006         | 147          |
| 2007         | 153          |
| 2008         | 159          |
| 2009         | 154          |
| 2010         | 142          |
| 2011         | 155          |
| 2012         | 182          |
| 2013         | 189          |
| 2014         | 169          |
| 2015         | 153          |
| 2016         | 154          |
| 2017起       | >100         |

## 車站周邊
前有明町市區位於車站東北方。車站周邊為稻田地帶。
- 白石町公所本廳（前有明町公所）
- 白石町立有明中學
- 國道207號（日语：国道207号） - 與長崎本線並行
- 稻佐神社（日语：稲佐神社） - 西北約3.5公里
- 祐德巴士（日语：祐徳バス）「龍王站前」巴士站 - 國道207號上。車站東邊約100米。
  - 江北站前 → 牛津 → 德萬 → 縣警本部前 → 佐賀站巴士中心（日语：佐賀駅バスセンター）
  - 鹿島巴士中心（日语：鹿島バスセンター） → 中川 → 祐德神社

## 相鄰車站
九州旅客鐵道（JR九州）
■長崎本線
肥前白石－肥前龍王－肥前鹿島

## 外部連結
- JR九州肥前龍王站 （页面存档备份，存于）